# Соловьёв, Валентин Васильевич
Валентин Васильевич Соловьёв (6 июля 1911, Енакиево — 2 января 1991, Ленинград) — советский морской офицер, контр-адмирал (25.5.1959). Участник боевых действий в районе озера Хасан. Участник Советско-японской войны. Командир 44-й дивизии крейсеров ЧФ (10.1956-2.1960).

## Биография
Родился 6 июля 1911 года в Енакиево. Русский. Окончил Донецкий металлургический техникум (1933).
В рядах РККФ с 1933 года. Закончил Курсы командного состава ЧФ (11.1933-12.1935). В распоряжении командующего флотом (1-2.1936), командир минно-артиллерийского сектора СКР «Молния» (2.1936-11.1937). Закончил артиллерийское отделение СККС ВМФ (11.1937-8.1938). В распоряжении командира ТОФ (8-9.1938).
Участник боевых действий в районе озера Хасан (1938). Командир БЧ-2 эсминца «Разящий» (9.1938-2.1939), помощник начальника 3-го отд-я 3-го отдела (2.1939-8.1940), начальник 2-й части 3-го отд-я 3-го (ВОСО) отдела штаба флота (8-11.1940). Помощник командира эсминца «Войков» (11.1940-3.1942), эсминца «Расторопный» (3.1942—1.1943). Член ВКП(б) с 1942 года. Закончил Курсы командиров кораблей ВСККС ВМФ (1-7.1943), в распоряжении командующего флотом (6-7.1943).
Помощник командира крейсера «Лазарь Каганович» (7.1943-3.1944), командир эсминца «Ретивый» (3.1944-12.1946) ТОФ. Участник Советско-японской войны.
На Черноморском флоте. Командир строящегося эсминца проекта 30 (12.1946-11.1947). Старший помощник командира крейсера «Ворошилов» (11.1947-11.1949). Командир крейсера «Фрунзе» (11.1949—12.1954). Закончил АКОС ВМФ при ВМА (12.1954-11.1955). В распоряжении управления кадров ВМФ (11-12.1955). Начальник штаба (12.1955-4.1956), командир 46-й дивизии учебных кораблей Одесской ВМБ (4-10.1956).
Командир 44-й дивизии крейсеров ЧФ (10.1956-2.1960). Контр-адмирал (25.5.1959).
В ходе подготовки к празднованию 250-летия Ленинграда в 1957 году планировалось послать на Балтику отряд черноморских кораблей из крейсера и двух эсминцев проекта 30-бис. Задачу поручили командованию 44-й дивизии крейсеров. Командиром перехода был назначен командир дивизии капитан 1-го ранга Валентин Васильевич Соловьев.
Из аттестации (1960): «С октября 1956 состоит в должности командира дивизии крейсеров. За этот период значительно вырос, как в тактическом отношении и как организатор боевой подготовки. Оперативно-тактическая и техническая подготовка удовлетворительная. В кампанию 1959 корабли 44 ДиКРЛ под руководством контр-адмирала Соловьева В. В. проводили напряженную и результативную боевую подготовку в удаленных местах рассредоточенного базирования, а также дальний поход крейсера и одного эсминца по маршруту Севастополь — Кронштадт — Севастополь… Уверенно управляет кораблями и соединениями в море».
Командир 22-й дивизии Ленинградского BMP (2-12.1960). Командир 13-й бригады строящихся и ремонтирующихся кораблей Ленинградской ВМБ (12.1960-2.1963), помощник командира Ленинградской ВМБ по строевой части и учебным заведениям (2.1963-1.1971). В распоряжении Главнокомандующего ВМФ (1-4.1971).
С апреля 1971 года в запасе по болезни. Умер 2 января 1991 года в Ленинграде. Похоронен на Серафимовском кладбище.

## Награды
Награждён:
- медаль «За боевые заслуги» (3.11.1944),
- орден Отечественной войны I степени (7.09.1945),
- медаль «За победу над Японией» (1945),
- орден Красной Звезды (20.06.1949),
- орден Красного Знамени (3.11.1953),
- орден «Знак Почета» (28.04.1963)
- орден Красного Знамени (22.02.1968),
- орден Отечественной войны I степени (6.04.1985),
- медалями[2].